# Буссман, Вальтер
Вальтер Буссман (нем. Walter Bußmann; 14 января 1914, Хильдесхайм — 20 апреля 1993, Карлсруэ) — немецкий историограф. В годы Второй мировой войны Буссман играл важную роль в управлении оккупированными территориями на востоке.

## Биография

### До 2-й мировой войны
Буссман происходил из протестантской семьи государственных служащих. С 1933 по 1939 годы изучал историю, немецкий язык, философию и английский язык в Гейдельберге и Гёттингене. Среди его учителей были философ Карл Ясперс, историки Перси Эрнст Шрамм, Карл Бранди и Зигфрид А. Келер. В 1938 году сдал государственный экзамен на должность преподавателя высшего уровня (Höhere Lehramt) в Гёттингене, в 1939 году там же защитил докторскую диссертацию. Его научным руководителем был Зигфрид А. Келер, тема диссертации — «Мировоззренческие стандарты либерализма».

### Участие в войне и осведомлённость о Холокосте
С 1939 по 1945 год Бусманн, как офицер вермахта, участвовал во Второй мировой войне. В частности, он был сотрудником Отдела Qu 4 B при генерал-квартирмейстере Верховного командования сухопутных войск Э. Вагнере. Во время нападения вермахта на Советский Союз Буссман вёл журнал боевых действий. В рамках своей деятельности он также собирал сведения о массовых убийствах, которые совершали айнзацгруппы СС, о чём должен был регулярно отчитываться перед своим начальником Гансом Георгом Шмидтом фон Альтенштадтом, генерал-квартирмейстером Вагнером и начальником Генерального штаба Францем Гальдером. В задачу Буссмана также входили письменные и устные связи между генерал-квартирмейстером и гражданскими властями, такими как Главное управление имперской безопасности и Имперское министерство оккупированных восточных территорий . Таким образом, он был одним из наиболее информированных офицеров армии по вопросам военной политики и военного управления в тыловых регионах, а также по ликвидации еврейского населения.
В докладе Буссмана Отделу Qu 4 B «О караимах», который он сам же опубликовал в послевоенные годы, он в частности сообщал, что СД «полностью ликвидировала к началу декабря 1941 года крымчаков, числом около 6000, вместе со всеми евреями и цыганами в Крыму».

### Послевоенная карьера
После войны Буссман стал доцентом на историческом факультете Гёттингенского университета. В 1949 году он защитил в Гёттингене диссертацию «Генрих фон Трейчке. Его мировоззрение и исторические взгляды».
Назначение Буссмана в Немецкую школу политических наук в Берлине состоялось в 1955 году, а в 1960 году он стал преемником Ганса Херцфельда, профессора современной истории в Институте Фридриха Майнеке Свободного университета Берлина. В 1966 году он поступил в Мюнхенский университет как преемник Франца Шнабеля на кафедре современной истории. В 1970 году Бусманн окончательно перешел в Университет Карлсруэ и возглавил кафедру современной истории.
Буссман был членом Исторической комиссии при Баварской академии наук в Мюнхене, где занимал должность заведующего отделом «Немецких исторических источников 19 и 20 века» и главного редактора Новой немецкой биографии. Он также был членом Комиссии по истории парламентаризма и политических партий и Исторической комиссии Берлина. С марта 1977 года он был главным редактором «Материалов по внешней политике Германии 1918—1945».
С 1959 по 1977 год он был членом консультативного совета Фонда свободы имени Фридриха Науманна.